# 윈도우 2.1x
윈도우 2.1x(Windows 2.03~2.1x)은 마이크로소프트에서 1988년 5월 27일에 출시한 그래픽 사용자 인터페이스 운영 환경이다. 이전 버전 2개와 동일하게 MS-DOS를 기반으로 동작하기 때문에 운영 체제가 아닌 일종의 소프트웨어이다. 1989년 3월 13일, 최신 버전인 윈도우 2.11이 출시되었다. 윈도우 2.1x의 후속 버전은 윈도우 3.0이다.

## 같이 보기
- 도스 셸
- 윈도우 3.0